# 5-ös trolibusz (Szeged)
A szegedi 5-ös jelzésű trolibusz a Körtöltés utca és Újszeged, Gyermekkórház között közlekedik. A viszonylatot a Szegedi Közlekedési Társaság üzemelteti.

## Története

### Az első szegedi trolijárat
Ez volt Szeged első trolibuszvonala. 1979. április 29-én indult meg a forgalom a Bartók tér és a Gyermekkórház között. Az 5-ös számot a korábban Újszegedre közlekedő 5-ös villamos emlékére kapta a járat. A kezdeti időszakban még nem volt kiépített felsővezeték a Pulz utcai trolibusz-telephelyig, ezért éjszakánként teherautóval vontatták be a trolibuszokat a garázsba. 1979. október 1-jétől a Bakay Nándor utca és a Bartók tér között elindult az 5A trolibusz.

### 1981–2012; Vértói út – Gyermekkórház
1981-ben a vonalat meghosszabbították; az év október 10-e után a Vértói út és a Gyermekkórház közötti 6,2 km hosszú útvonalon közlekedett mintegy 30 éven át. 1982. január 11. és 1983. március 12. között a Vértói út és a Bartók tér között az 5B trolibusz is közlekedett. Az 5A trolibusz 1996-ban szűnt meg.
Időről időre a városban folyó munkálatok miatt terelt vagy rövidített útvonalon közlekedett. 1995. július 30-ától 1996. augusztus 25-éig rövidített útvonalon, a Vértói út és a Széchenyi tér között közlekedett a Belvárosi híd felújítása miatt, a vonal másik szakaszán pótlóbuszok közlekedtek. 2004-ben a Tisza Lajos körút felújítása és átépítése miatt többször is pótlóbuszok közlekedtek a Gyermekkórház – Bartók tér szakaszon. A 7-es trolibusz szünetelése idején 2005 novemberétől 2006 szeptemberéig az 5-ös sűrűbben közlekedett.

### 2012–; Körtöltés utca – Újszeged, Gyermekkórház
2012. március 3-tól a járat végállomása a Körtöltés utca lett. 2017. június 16-ától megáll a Tündér utca megállóhelyen.
2022. június 16-án átszervezésre került a szegedi trolibuszvonal-hálózat, a 7-es trolibusz megszűnt, újszegedi szakaszán az új 6-os trolibusz közlekedik, melynek útvonala megegyezik az 5-ös trolibusz 2012-ben módosult, korábbi útvonalával.

## Járművek
A vonalon általában Škoda 21Tr, Solaris Trollino 12, illetve SOR TNS 12 szóló trolibuszok közlekednek.

## Útvonala
| Újszeged, Gyermekkórház felé | Körtöltés utca felé |
| --- | --- |
| Körtöltés utca vá. – Rókusi körút – Csongrádi sugárút – Berlini körút – Párizsi körút – Mars tér – Bartók tér – Attila utca – Nagy Jenő utca – Széchenyi tér – Híd utca – Belvárosi híd – Torontál tér – Vedres utca – Csanádi utca – Újszeged, Gyermekkórház vá. | Újszeged, Gyermekkórház vá. – Csanádi utca – Vedres utca – Torontál tér – Belvárosi híd – Híd utca – Széchenyi tér – Károlyi utca – Mikszáth Kálmán utca – Bartók tér – Mars tér – Párizsi körút – Berlini körút – Csongrádi sugárút – Rókusi körút – Körtöltés utca vá. |

## Megállóhelyei
| 0  | Körtöltés utca végállomás                                                    | 14 | |
| 0  | Rókusi víztorony                                                             | ∫  | 2 78, 78A, 90, 90F, 90H |
| 1  | Bálint Sándor utca                                                           | 13 | 2 78, 78A, 90, 90F, 90H |
| 2  | Vértó                                                                        | 12 | 2 6 78, 90, 90F, 90H |
| 3  | Makkosházi körút (Csongrádi sugárút) (↓) Makkosházi körút (Rókusi körút) (↑) | 11 | 6, 8, 19 84, 90, 90F, 90H                                                                                                   |
| 4  | Sárosi utca                                                                  | 10 | 6, 8, 19 |
| 5  | Rózsa utca (Csongrádi sugárút)                                               | 9  | 6, 8, 19 21 |
| 6  | Tündér utca (↓) Gém utca (↑)                                                 | 8  | 6, 8, 19 21 |
| 7  | Berlini körút                                                                | ∫  | 6, 10, 19 21, 73, 73Y, 74, 74Y, 77, 77A, 77Y                                                                                |
| 8  | Hétvezér utca                                                                | 7  | 6, 19 21, 73, 73Y, 74, 74Y, 77, 77A, 77Y                                                                                    |
| 9  | Mars tér (autóbusz-állomás)                                                  | 6  | 6, 9, 19 7F, 21, 60, 60Y, 64, 67, 67Y, 70, 71, 71A, 72, 72A, 73, 73Y, 74, 74A, 74Y, 75, 76, 76Y, 77, 77A, 77Y, 78, 78A, 79H |
| 10 | Bartók tér                                                                   | ∫  | 6, 9, 19 60, 60Y, 67, 67Y, 70, 71, 71A, 72, 72A, 74, 74A, 74Y, 76, 76Y                                                      |
| ∫  | Tisza Lajos körút (Mikszáth Kálmán utca)                                     | 4  | 3, 3F, 4 6, 8, 9, 10, 19 20, 24, 60, 60Y, 67, 67Y, 70, 71, 71A, 72, 72A, 74, 74A, 74Y, 76, 76Y                              |
| 11 | Széchenyi tér                                                                | 3  | 1, 2 6, 9, 19 32, 60, 60Y, 67, 67Y, 70, 71, 71A, 72, 72A                                                                    |
| 12 | Torontál tér (P+R)                                                           | 2  | 6 60, 60Y, 67, 67Y, 70, 72, 72A                                                                                             |
| 13 | Csanádi utca                                                                 | 1  | 6 84, 90 |
| 14 | Újszeged, Gyermekkórház végállomás                                           | 0  | 6 Újszeged |